# نايل إف إم
محطة إذاعة نايل إف إم (بالإنجليزية: Nile FM)‏ هي إذاعة خاصة تبث باللغة الإنجليزية من القاهرة بمصر, وهي مملوكة لشركة النيل للإنتاج الإذاعي, وتبث على تردد 104.2 FM.

## وصلات خارجية
- موقع إذاعة نايل إف إم
- بث مباشر لنجوم إف إم